# 사곡국민학교 공정분교
사곡국민학교 공정분교는 경상북도 의성군 사곡면에 있었던 국민학교 분교이다.

## 연혁
- 일자미상 사곡국민학교 공정분교 설립 인가
- 1949년 9월 1일 공정분교장 개교
- 일자미상 공정국민학교 승격 인가
- 1964년 7월 29일 공정국민학교 승격 분리
- 1988년 3월 1일 사곡국민학교 분교장 격하 편입
- 1993년 3월 1일 폐교 및 사곡국민학교 통폐합